# Wang Jiaocheng
Wang Jiaocheng (chinesisch 王教成; * Dezember 1952 in Lai’an, Anhui) ist ein chinesischer Offizier, der als General zwischen 2012 und 2016 Kommandeur der Militärregion Shenyang sowie von 2016 bis 2017 Kommandeur des Armeekommandos Süd war. Er ist seit 2018 Mitglied des Ständigen Ausschusses des Nationalen Volkskongresses sowie zugleich stellvertretender Vorsitzender des Ausschusses für Aufsicht und Justiz des Nationalen Volkskongresses. 

## Leben
Wang Jiaocheng trat nach dem Schulbesuch 1969 in die Volksbefreiungsarmee ein und fand zahlreiche Verwendungen als Offizier sowie Stabsoffizier. Er war zwischen 1994 und 1999 Direktor der Abteilung Militärische Ausbildung der Militärregion Nanjing sowie im Anschluss von 1999 bis 2001 stellvertretender Kommandeur der 12. Heeresgruppe. In dieser Zeit erfolgte im Juli 2000 seine Beförderung zum Generalmajor (Shàojiàng) und übernahm zwischen 2001 und Juli 2005 den Posten als stellvertretender Chef des Stabes der Militärregion Nanjing. Im Anschluss wurde er im Juli 2005 als Nachfolger von General Qi Jianguo Kommandeur der 12. Heeresgruppe und verblieb in dieser Funktion bis Dezember 2007, woraufhin General Han Weiguo seine Nachfolge antrat. Daraufhin fand er von Dezember 2007 bis Oktober 2012 Verwendung als stellvertretender Kommandeur der Militärregion Nanjing und erhielt in dieser Zeit im Juli 2009 seine Beförderung zum Generalleutnant (Zhōngjiàng).
Im Anschluss wurde Generalleutnant Wang im Oktober 2012 Nachfolger von General Zhang Youxia Kommandeur der Militärregion Shenyang und verblieb in dieser Funktion bis zur Auflösung der bisherigen Militärregionen im Januar 2016. Auf dem XVIII. Parteitag der Kommunistischen Partei Chinas (KPCh) im November 2012 wurde er Mitglied des Zentralkomitees (ZK) der KPCh und gehörte diesem Gremium bis Oktober 2017 an. Im Januar 2016 wurde er erster Kommandeur des Armeekommandos Süd, das aus der bisherigen Militärregion Guangzhou hervorgegangen ist, und übte dieses Amt bis Januar 2017 aus. Sein Nachfolger wurde daraufhin Admiral Yuan Yubai. Am 11. Juli 2014 wurde er zudem zum General (Shàngjiàng) befördert. Am 24. Februar 2018 wurde er in der 13. Legislaturperiode zum Abgeordneten des Nationalen Volkskongresses gewählt. Er ist seit 2018 Mitglied des Ständigen Ausschusses des Nationalen Volkskongresses sowie zugleich stellvertretender Vorsitzender des Ausschusses für Aufsicht und Justiz des Nationalen Volkskongresses.